# Freundschafts- und Bündnisvertrag zwischen der Mongolei und Tibet

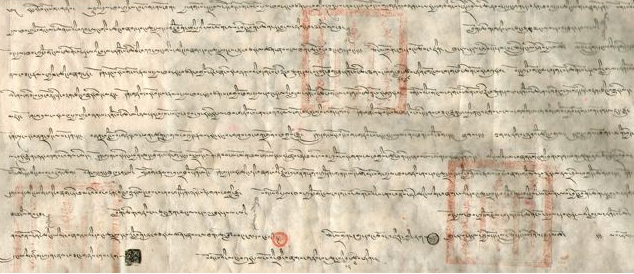
Der Vertragstext in tibetischer Schrift.

Der Freundschafts- und Bündnisvertrag zwischen der Mongolei und Tibet, auch Vertrag von Urga genannt, wurde am 2. Februar 1913 in Urga (heute Ulaanbaatar) unterzeichnet. Allerdings bestehen Zweifel an der Kompetenz der tibetischen Unterzeichner, einen solchen Vertrag abzuschließen, und deshalb auch daran, ob es sich um ein gültiges Abkommen handelt.
Hin und wieder wurde sogar die Existenz des Abkommens angezweifelt, aber der Vertragstext in mongolischer Sprache wurde von der mongolischen Akademie der Wissenschaften 1982 veröffentlicht, und ein Originalexemplar in tibetischer Sprache und Schrift tauchte 2007 aus mongolischen Archiven auf.

## Unterzeichnung und Gültigkeit
Nach dem Sturz der Qing-Dynastie 1911 erklärten sowohl Tibet wie die Äußere Mongolei ihre Unabhängigkeit unter lamaistischen Staatsoberhäuptern. Die Sezessionen erkannte die Republik China nicht an. In dem Abkommen erklärten die beiden chinesischen Provinzen ihre gegenseitige Anerkennung als Staaten und Unterstützung. Auf mongolischer Seite wurde der Vertrag vom Außenminister Da Lama Ravdan und vom General Manlaibaatar Damdinsüren unterzeichnet. Die tibetischen Unterzeichner waren Agvan Dorzhiev, ein Buriate, Chijamts und Gendun-Galsan, ein Tibeter.
Die Zweifel an der Gültigkeit des Vertrages gründen sich unter anderem daraus, dass der 13. Dalai Lama bestritt, Dorzhiev zu den entsprechenden Verhandlungen autorisiert zu haben. Schwerer wiegt, dass anscheinend weder der buddhistische Klerus noch die tibetische Regierung den Vertrag jemals ratifiziert haben. Zudem bestand die russische Regierung darauf, dass der russische Staatsbürger Dorzhiev keinesfalls in der Lage war, als diplomatischer Vertreter des Dalai Lama zu agieren.
Die meisten anderen Mächte vermieden es ohnehin, die Unabhängigkeit der beiden Länder anzuerkennen, zugunsten der Oberhoheit Chinas über die betreffenden Gebiete. Die Interessen der westlichen Mächte (speziell Russland und Großbritannien) in der Region wurden durch Abkommen mit der Qing-Dynastie garantiert, deren Bestand die Republik China zugesagt hatte. Die Anerkennung der Unabhängigkeit Tibets und der Äußeren Mongolei hätte die Aufrechterhaltung dieser Abkommen gefährdet. Zusätzlich befürchteten Russland und Großbritannien, dass neue Staaten durch ihre Unabhängigkeit unter den Einfluss der jeweils anderen Macht geraten könnten. Diese Aussicht wurde als problematischer angesehen als eine nominelle Kontrolle durch das schwache China.

## Nachwirkungen
Die Nachricht von dem Vertrag weckte bei den britischen Unterhändlern der Shimla-Konvention die starke Befürchtung, dass Russland ihn ausnützen könnte, um seinen Einfluss in Tibet auszuweiten. China unterzeichnete am Ende die Shimla-Konvention nicht, ging aber am 25. Mai 1915 den vergleichbaren Vertrag von Kjachta mit Russland und der Äußeren Mongolei ein. Dieser Vertrag garantierte die Autonomie der Äußeren Mongolei in inneren Angelegenheiten sowie russische Privilegien in der Äußeren Mongolei, allerdings weiterhin unter der formalen Oberherrschaft Chinas.